# Akishima
Akishima (昭島市 -shi) é uma cidade japonesa localizada na província de Tóquio.
Em 2003, a cidade tinha uma população estimada em 109 427 habitantes e uma densidade populacional de 6 314,31 h/km². Tem uma área total de 17,33 km².
Recebeu o estatuto de cidade a 1 de Maio de 1954.